# Palazzo Muti Baglioni da Mosto
Palazzo Muti Baglioni è un palazzo veneziano sito nel sestiere di San Polo vicino alla Chiesa di San Cassiano.

## Storia
Come suggerito da più di uno storico dell'arte, fu edificato nel 1602 sulla base di edifici popolari acquistati dalla famiglia Muti per il solo fine di abbatterli. La famiglia mantenne la proprietà fino alla fine del XVII secolo. Venne in seguito acquistato, a due riprese, dalla famiglia Acquisti, nel 1670 e nel 1679. Nel 1686 tale famiglia entrò a far parte del patriziato. Passò poi alla famiglia Verzi. Il 23 febbraio 1737 il palazzo fu gravemente danneggiato per via di un incendio divampato durante un ricevimento nuziale nella casa attigua. Nel 1742 il palazzo era già stato ricostruito e si preparava ad ospitare il duca di Modena Francesco d'Este. Dopo questa data vennero realizzati dei lavori di decorazione interna, secondo il genere dello stucco e dell'affresco. Nel 1750 venne acquistato dai Baglioni e poi, nel 1919, dai Da Mosto, che ne mantengono ancora oggi la proprietà.

## Architettura
Il palazzo, sito su di una calle particolarmente stretta, è poco visibile per chi non dispone di una barca in quanto la sua facciata, ampiamente sviluppata in lunghezza, si intravede di scorcio solo da Ponte della Malvasia. Il palazzo è il più alto edificio privato di Venezia, arrivando a livello del tetto a 27 metri. L'architetto è anonimo. Il palazzo presenta due facciate identiche, l'una lungo il Rio di San Cassiano e l'altra sulla calle Muti, severe, assimilabili a quella di Palazzo Da Ponte e agli altri edifici a quello ispirati. Entrambe le facciate sono caratterizzate dalla sovrapposizione di serliane, affiancate da monofore. L'unica apertura decorata è quella centrale. Al piano terra tutte e due presentano tre porte, le laterali delle quali danno accesso a corridoi, forse un tempo a porticato, realizzati per disobbligare i piani nobili conducendo direttamente alle scale.